# El diablo a todas horas
El diablo a todas horas (en inglés: The Devil All the Time) es una película estadounidense de suspenso psicológico de 2020 basada en la novela del mismo nombre de Donald Ray Pollock. Dirigida y coescrita por Antonio Campos y producida por Jake Gyllenhaal y Randall Poster, está ambientada después de la Segunda Guerra Mundial, en la década de 1960, en Ohio; la cinta sigue una historia no lineal de varias personas perturbadas que sufren los daños de la posguerra.
La película tuvo críticas mixtas, con los expertos alabando el suspenso y las actuaciones, especialmente las de Holland, Skarsgård, Keough y Pattinson, pero criticando la duración, el ritmo y la trama. En Rotten Tomatoes tuvo una aprobación del 64%, mientras que en Metacritic sumó 54 puntos de 100.

## Sinopsis
La historia se centra en Arvin Rusell, quien es criado por su abuela Emma tras la trágica muerte de su padre, Willard Rusell (Bill Skarsgård), que poco tiempo después de la pérdida de su esposa Charlotte (Haley Bennett) a causa de una enfermedad terminal se suicida ante la desesperación de no haber podido hacer nada por ella. Tiempo después, un joven Arvin (Tom Holland) se enfrenta a un nuevo predicador hedonista y a un policía corrupto. La cinta se desarrolla en Knockemstiff, un pueblo de Ohio, donde la creencia de «la ausencia de Dios» determina las acciones.

## Reparto
- Tom Holland como Arvin Russell
- Bill Skarsgård como Willard Russell
- Riley Keough como Sandy Henderson
- Jason Clarke como Carl Henderson
- Sebastian Stan como Lee Bodecker
- Haley Bennett como Charlotte Russell
- Harry Melling como Roy Laferty
- Eliza Scanlen como Lenora Laferty
- Mia Wasikowska como Helen Hatton
- Robert Pattinson como el pastor Preston Teagardin
- Kristin Griffith como Emma Russell
- David Atkinson como Earskell
- Douglas Hodge como Tater Brown
- Pokey LaFarge como Theodore
- Mark Jeffrey Miller como Hank
- Gregory Kelly como BoBo McDaniels

## Producción
La película fue anunciada en septiembre de 2018, con Tom Holland, Robert Pattinson, Mia Wasikowska y Tracy Letts en conversaciones para protagonizar la cinta. Se informó también que Antonio Campos escribiría y dirigiría la película, con Jake Gyllenhaal como productor. En noviembre de 2018, Mia Goth se unió al elenco. En enero de 2019, Bill Skarsgård, Eliza Scanlen y Gabriel Ebert se unieron al elenco, con Netflix sumándose para distribuir la película. Sebastian Stan fue elegido para reemplazar a Chris Evans después de que los conflictos de su agenda lo hicieron abandonar el proyecto, y personalmente recomendó a Stan para que asumiera su papel. Además, Jason Clarke, Riley Keough y Haley Bennett también fueron anunciados como parte del elenco. En marzo de 2019, Harry Melling también se sumó al reparto de la película.
La filmación de la cinta comenzó el 19 de febrero de 2019 en Birmingham, Pell City y Anniston, todas ciudades de Alabama, y continuó hasta el 15 de abril de 2019.

## Comentarios de la crítica
El diablo a todas horas tuvo una recepción crítica mixta. En el sitio Rotten Tomatoes tuvo un índice de aprobación del 64% basado en 140 reseñas profesionales y el consenso fue: «El descenso a la oscuridad en The Devil All the Time llega al punto de ser un castigo, pero es compensado con el fuerte trabajo de su elenco estelar». En Metacritic, sumó 54 puntos de 100 sobre la base de 35 reseñas.